# Phú Chánh
Phú Chánh is een xã in huyện Tân Uyên, een district in de Vietnamese provincie Bình Dương.
Phú Chánh ligt in het westen van het district.